# 北城睦実
北城 睦実（ほうじょう むつみ）は、吉崎観音作の漫画『ケロロ軍曹』およびその関連作品に登場する架空の人物。
テレビアニメ版では「サブロー」という名前である。フラッシュアニメ版では原作の設定で登場するが、両作共に声優は石田彰。

## 人物
日向家を囲む四方の風の北。原作・フラッシュアニメ版とテレビアニメ版で設定が異なる。
ただし外見は共通である（テレビアニメの方は原作より髪のハネ具合が微妙に多く、中学生という設定上故か顔立ちが若干幼め）。原作の初登場時は実年齢よりも顔が幼なめであった。
パートナーはクルル。

### 性格
常に飄々としており捉え所がないが、基本的に明るく人当たりは良い。非常事態に遭遇しても慌てふためく事は少なく（テレビアニメではその傾向が更に顕著）、寧ろクルルの様にトラブル & アクシデントを歓迎するスタンスを取っている節があるため、ケロロ小隊の侵略作戦にも「面白い」と称賛する事が多い。しかしこちらもクルルと同様に、本当に危険な時は人並みに動揺する。
原作・アニメ共に浮世離れした雰囲気を醸し出しており、いわゆる「普通」とはかけ離れている部分があるものの、原作第44話でクルルが編集したモアの日常を盗撮したDVD「女子高生プライベート白書」を見て目を輝かせたり（特に入浴シーンが出そうになった時に）、テレビアニメ第239話Aパートでスクール水着を基本としたパワードスーツ姿となってしまった夏美を見て顔を赤らめるなど、年頃の少年らしい一面もちゃんとある。

### 原作・フラッシュアニメ版での設定
原作では623は「北城睦実」という名前であり、渋谷大学付属第三高等学校の生徒である（高校名は原作第72話より。なお、第11.5巻では「渋谷大学付属高等第三学校」となっている。しかし623のプロフィールページ以外では「渋谷大学付属第三高等学校」であるためミスと思われる）。
身長は168cmで、体重は59kg（原作第11.5巻、『ケロロ軍曹 ひみつ超ひゃっか』より）。
人気急上昇中のイラストライター（ポエム付き）にしてラジオのパーソナリティ。ただしそのポエムはかなり独特な内容のものが見られ、中にはケロロ達に「思うさま浅い」と言わせる物もある。語尾に音符が付く事が多い。
学校をサボりがちで、周囲からは他の生徒とは違う雰囲気を持つ変わった少年と思われている。他の人々と比べてきわめて知能指数が高く、運動神経も格段に良い。その身体能力はかなり離れた場所からバスケットボールを投げてゴールに入るほどであり、周囲の生徒は「623が参加したら試合にならない」と思っている。加えて芸能人で女子に大人気であるため周囲の男子から妬まれ、その浮世離れした素行から一部の教師に胡散臭く思われていた、いわゆる浮きこぼれであった。さらにオートバイ（ホンダ・エイプ50）に乗っている描写もある。
退屈な日常を持て余していた所、久しぶりに来た学校でクルルと出会い、久々に見つけた「面白い奴」を追いかけ彼と壮絶なカーチェイスを繰り広げる。校内をバイクで走り回った事で教師から退学にされかけるが、クルルがその場にいる623以外の人間の記憶を消したため事無きを得た（623に今後色々と協力してもらうため）。そこから「電波コンビ」が結成された（以上の経緯は第72話より）。
住まいについては第81話でマンションで一人暮らしをしている事が判明している。原作246話で元々孤児であり（理由は不明、ただしズボンが傷んでいるらしき描写が見られる）9歳の頃にN326人の惑星に訪れていたことが判明。その星の人間は超頭脳タイプであり、623の飛び抜けた頭脳はそれによる影響が大きいと思われる。 
しばらくしてから、面白い奴らが地球に来ると聞いて（おそらくケロロ型ロボット「バトラコス」）戻ってきた経緯を持つ。 
N326人の中の男性のひとりを「お父さん」代わりとして呼んでおり、その男性からは623を「ロクニーサン」と呼んでいる。
また原作における「サブロー」は、623に憧れる後輩の高校生（バスケットボール部に所属している模様）である。彼が登場したのは、今のところ原作9巻のみ。

### テレビアニメ版での設定
アニメでは、623とサブローが同一人物という設定（サブローを数字で表すと326と書き、それを反対にすると623になる）。本名・身長・体重は明かされていない。第1話から登場している。
普段はサブローという名で、夏美や冬樹と同じ吉祥学園中等部に在学の中学三年生。夏美にとっては1学年先輩にあたる。
原作と違い、芸能人の623であることは隠している（公開録音などのイベントの際にはスクリーン越しにスタジオに現れるなどして顔を隠している）。当初は視聴者にも隠しているという設定だったが、第163話Aパートにおいてギロロがこの事実を知ってしまうエピソードを通して公式に明かされた（ただしそれ以前もエンディングのキャストのクレジットに623の俺ラジオの声の役名表記が「サブロー」となっていたことがあった）。この事実は作中では本人を除くとクルルのみが知っており、彼にとっては誰にも知られてはいけないことらしく、同話でギロロはこの事実に関する記憶を消されている。本人にとっても知られたくないことのようで、夏美とスタジオ内で出くわしたとき、自身がスタジオにいた理由をごまかしていた。しかしそれ以降、第237話にてサブローそっくりの六二三に対しギロロが「DJになったらどうだ?」と言っており、第243話におけるラジオの公開生放送の描写のように623がサブローであることがはっきりとわかる描写も現れた。
初のメインエピソードとなる第9話では周囲から不良扱いされていた（しかし第271話では同級生の男子と親しくしている様子が見られた為、完全に孤立している訳ではない模様）。また、第112話まではタママに「ボンクラ中学生」と認識されていた。
アニメでは学校を基地にしようとして手始めにサブローを洗脳しようとしたクルルと実体化ペンで激闘を繰り広げた事が、コンビ結成のきっかけとなった（第112話）。
中学生である為かバイクには乗っていないが、第112話ではスケートボードを乗り回している。ただし、超劇場版3では中盤バイクに乗っているような描写が見られる（また、同作ではケロン軍の空中輸送ドッグも操縦していた）。
住まいや普段の行動、その他のプロフィール等が謎に包まれているため、同級生の間では「宇宙人ではないか?」との噂をたてられている。普段の行動については、暇がある時は実体化ペンを使い異次元を旅している事が判明している。理由は、「色んな可能性を秘めた自分を見に行くため、現実に縛られない自由という名の翼を得たもう一人の自分と出会うため」と話した（第298話）。
登場人物の中では唯一、何もしないでアンチバリアを見破ってしまった稀有な存在である（テレビアニメ第112話。原作では後に火ノ原灯が該当）。

### 原作とアニメの共通点
原作とアニメの共通点は、623がラジオ番組『623の俺ラジオ』のパーソナリティ（アニメでは「覆面DJ」）で夏美が憧れている人物である、という点である。このためギロロからは嫉妬されている。
クルルと気が合うらしく、原作では電波仲間（電波系仲間の事か）等といわれている。クルルがケロロ小隊に合流する際に手助けをしたという点や学校をサボりがちな所も共通する。クルルとはメールでやりとりしており、彼らが窮地に陥った際に623にメールを送っているが直接「助けて欲しい」とは送らずに遠まわしな内容を送ってくる。
一般的な「常識」とは少しズレた所で生きている事や、素性に関して謎が多いといったミステリアスな面が強いため、周囲からは「宇宙人のようだ」と思われている（原作第72話 & アニメ第298話）。
外見も共通しており、髪の色は灰色で瞳の色は青。いつもニット帽などの帽子を被っている（原作第70話&アニメ第112話の終盤や、夏美の妄想の中などごく稀に脱いでいる時もある）。アニメではこの帽子にクルルのマークが付いている（原作でも第127話でこの帽子を被っていた）。また帽子の代わりにサンバイザーを装着していた事も。
よく電柱や屋根、西澤タワーなどの高い所にいる（どうやって登っているのかは不明）。たまに日向家の屋根でドロロと将棋を指している。
レア物のガンプラを予約して買ったり、原作においてはガンガルをゲットする為に芸能人のコネを利用するなど隠れたガンプラマニアであり、ケロロの欲しいガンプラとよくかぶる。

### 七人のナナでの登場
原作者がキャラクターデザインを担当した『七人のナナ』にもほぼ同じキャラクターで登場している。七人のナナと本作での違いは髪の色。ケロロ軍曹では灰色の髪の毛だが、七人のナナではエメラルドグリーンだった。また、同作では帽子にクルルのマークが付いていない。
なお、七人のナナでは623の声優は明かされていなかったが当時から623の声優は石田である。また、彼はこの番組に神近優一役でレギュラー出演していた。
ちなみに、七人のナナ（アニメ版）の放映期間は2002年1月10日から2002年6月27日までであり、一方ケロロ軍曹（アニメ版）での放送開始は2004年4月3日なのでアニメでの登場は七人のナナの方が先、という事になる。

## 実体化ペン
623（サブロー）は「実体化ペン（じったいかペン）」というアイテムを持っている。これはクルルからもらったものである。
このペンは書いたものを実体化することができ、何に書いても実体化させることが可能。イラストを描く以外に、文字を書くことでも効果が発動する。
原作では1本しか登場せず、623が「面白いものを見つけた」という形で実体化ペンを手に入れている（第72話）。
テレビアニメでは当初2本登場し、1本は当初クルルが使っていたがサブローに奪われ、その後の騒動の後クルルが「そのペンはお前にやるよ」と言って与えたものである（色はクリーム色）。もう1本は1本目が奪われた後クルルが取り出したものであり、このペンを使って出した宇宙食虫植物オードリー7に襲われた際に落としている（色は黒）。この2本目はソウルダイバーでクルルの記憶にもぐりこんだケロロがこっそり隠して自分のモノにしようとしたが、その記憶の中でタママインパクトを受けて消滅した（第112話）。
その後第229話Bパートではサブローとクワイエット星人の戦いによってペンが自壊してしまうが、クルルが新しい実体化ペンを与えたことで危機を回避している。そのため、現在サブローが持っている実体化ペンは2代目にあたる。
アニメオリジナルの設定としては本人認証システムがついており、サブロー以外は使うことができない。また、実体化ペンを作るには特殊鉱石「コレデナイト」が必要であり（第112話の時点で売り切れ中）、クルルはこれを使って実体化ペンを作った（コレデナイトを手に入れたのはケロロ小隊が地球に着く前である。テレビアニメ第268話より）。